# Велика Горянка

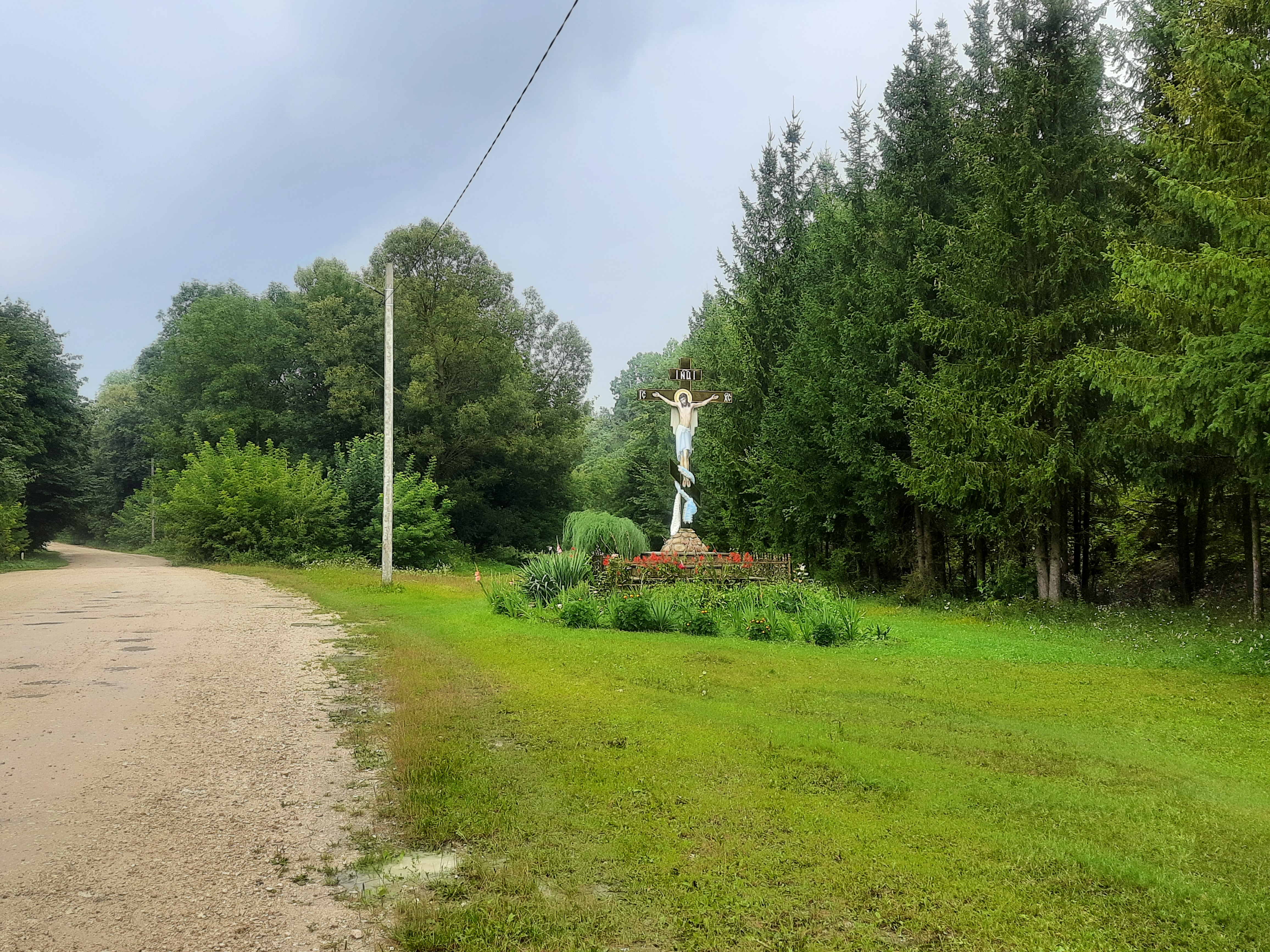
Пам'ятний хрест при в'їзді в село

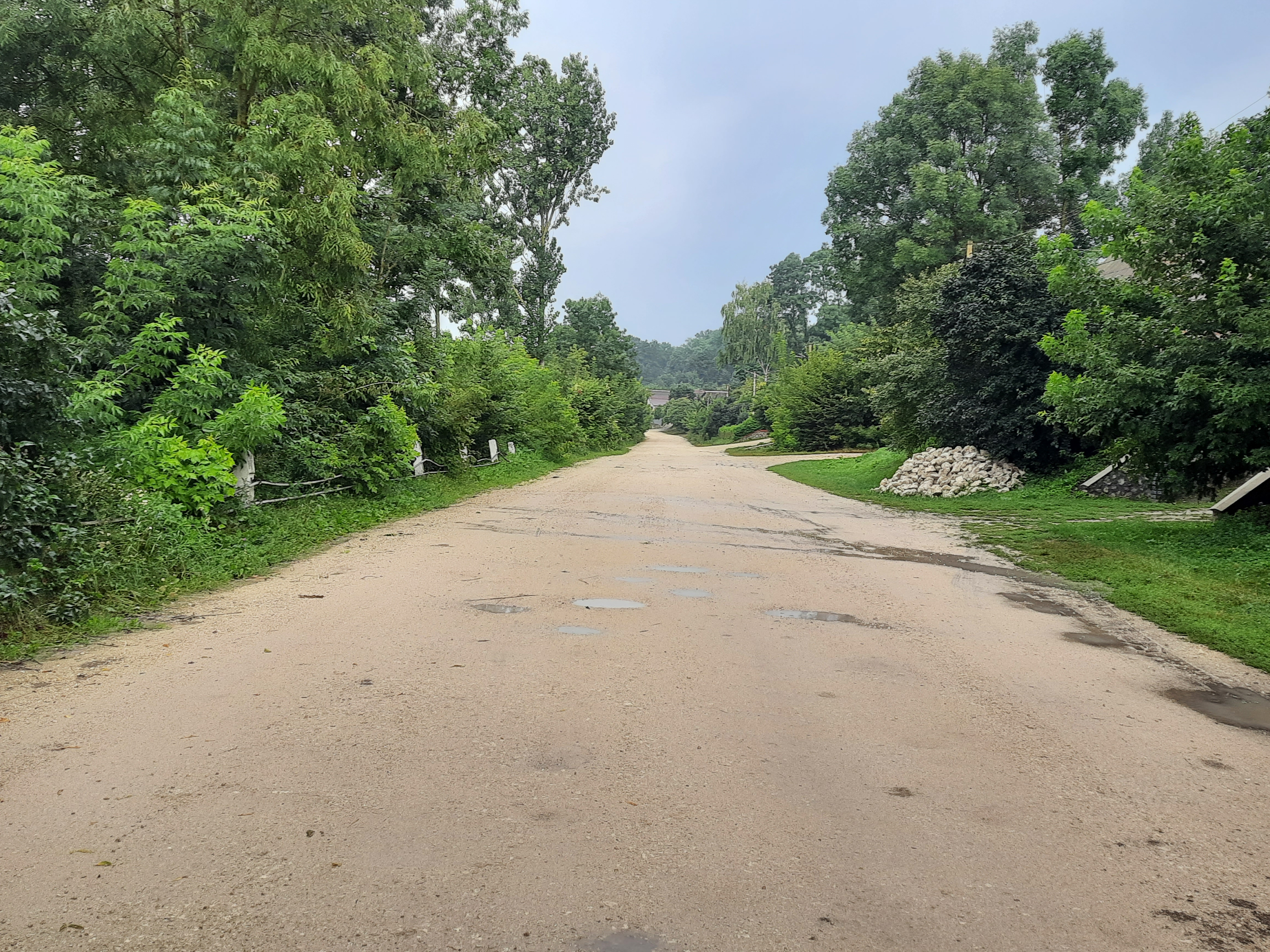
Сільська вулиця

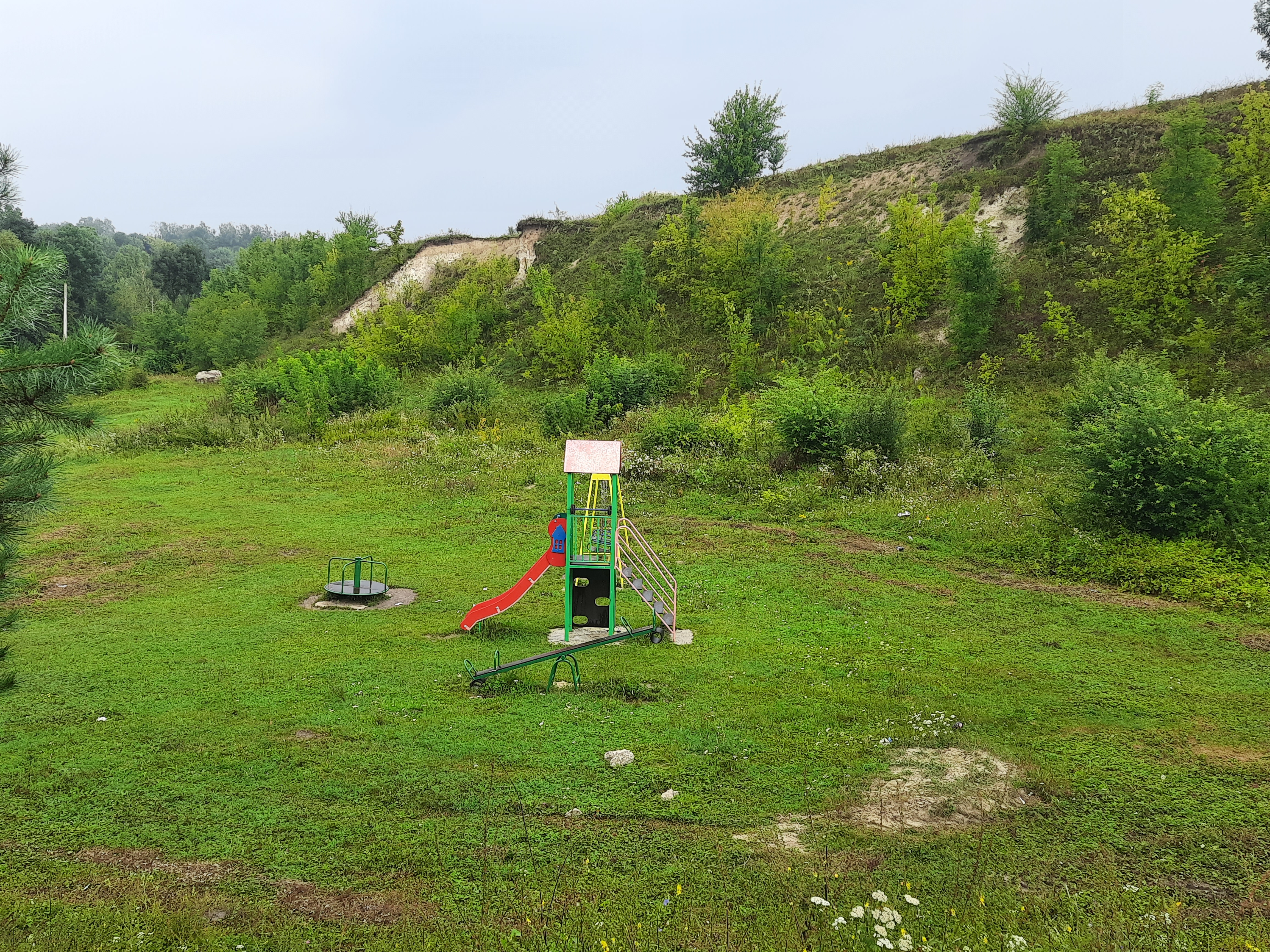
Сільський пейзаж

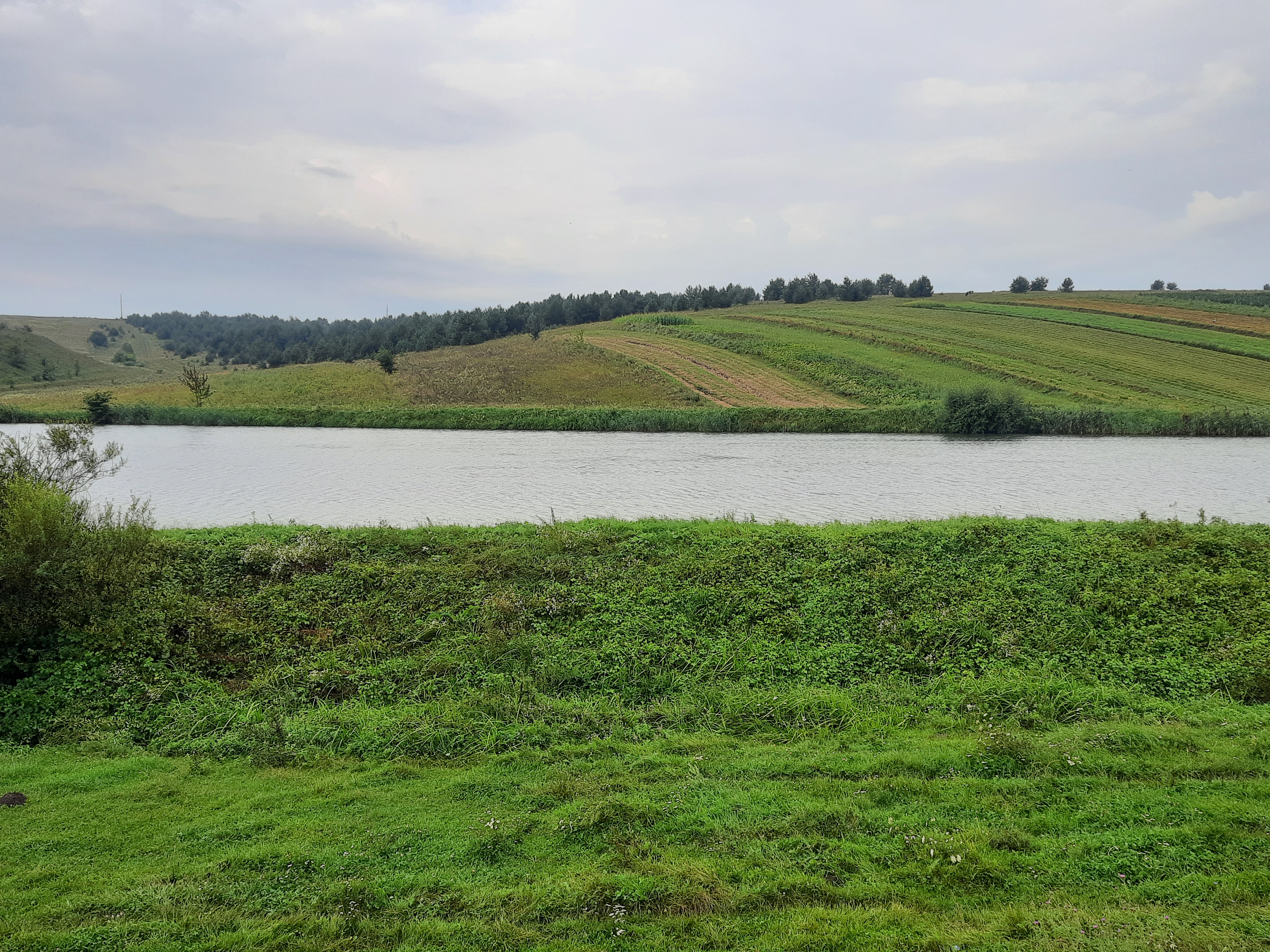

 Став біля села Велика Горянка
Вели́ка Го́рянка — село в Україні, у Лопушненській сільській громаді Кременецького району Тернопільської області.
До 2015 було центром сільської ради, якій підпорядковувалися села Волиця та Мала Горянка. Від вересня 2015 року ввійшло у склад Лопушненської сільської громади.
Розташоване на півдні району на берегах річки Горинь, за 38 км до районного центру і найближчої залізничної станції м. Кременець. Географічні координати: 49° 53’ пн. ш. 25° 30’ сх. д. Територія — 2,37 км².
Колишня назва села — Горянка Велика, народна назва Велика Горинка.

## Населення

### Мова
Розподіл населення за рідною мовою за даними перепису 2001 року:
| Мова       | Кількість | Відсоток |
| ---------- | --------- | -------- |
| українська | 454       | 100%     |

## Історія
Відоме від 1545 року, проте перша відома письмова згадка про село датована 1556 р., коли королева Бона віддала Горянку кременецькому війтові Скуйбіді. У 1589 село частково належало В. Балбасові Ростоцькому. 1661 село — власність Пшежовського, згодом належало Лубиновим, Лісевичам, Шульцам. Назву отримало від гір, які оточують його з обох боків.
У 1733 і 1770 від чуми вимирали цілі сім'ї. Щоб запобігти цьому, селяни днями били в церковні дзвони, обходили з колядками серед літа кожен дім. Пошесть відступила.
Як розповідають старожили, у селі мешкала знахарка Хавроня, яка зцілювала людей, а за отримані гроші ставила «фігури» на околицях села.
Під час Першої світової війни селяни Великої Горянки три роки були на виселенні. Тоді були зруйновані хати і церква.
За польського панування влада обмежувала права українців. Тодішній поміщик граф Фалінський мав 260 га землі, будинки для інвентаря, возовню, ґуральню. Із селянами він розраховувався зерном та іншим продовольством. Панський маєток був побудований у фільварковому стилі і милував око неповторною красою. У 1939 граф Фалінський утік до Польщі, а його дружина із синами та прийомною дочкою поселилася у своїх батьків у селищі Підкамінь (нині Бродівського району Львівської області); сини навчались у Вишнівці на Збаражчині, згодом жили у Львові.
На 1936 рік село входило до ґміни Старий Олексинець Кременецького повіту.
Від вересня 1939 Велика Горянка — під радянською владою. Від 3 липня 1941 до 18 березня 1944 село — під нацистською окупацією. Десятки місцевих жителів вивезені на каторжні роботи до Німеччини; кожен дім мав виконати план поставок. 15 вересня 1943 партизанський загін під командуванням Сидора Ковпака долинами з боку Нового Олексинця увійшов до Великої Горянки.
Після другого приходу радянської влади ОУН і УПА поповнили багато юнаків та дівчат із села, чимало з них загинули; їхні сім'ї вислали на каторжні роботи в Сибір. Із мобілізованих на фронти німецько-радянської війни чоловіків 31 — загинули і 22 — пропали безвісти, зокрема, Сава Михальчук (нар. 1908), який пішов на фронт у 1944 і не повернувся. Тільки в 1990-х рідні отримали листа з повідомленням, що він був заарештований у квітні 1945 і засуджений на 10 років, а 20 жовтня 1945 помер у тюрмі в м. Ризі; місце поховання невідомо. В 1997 реабілітований.
12 червня 2020 року, відповідно до розпорядження Кабінету Міністрів України № 724-р «Про визначення адміністративних центрів та затвердження територій територіальних громад Тернопільської області», увійшло до складу Лопушненської сільської громади.
19 липня 2020 року, в результаті адміністративно-територіальної реформи та ліквідації Кременецького (1940-2020) району, село увійшло до складу новоутвореного Кременецького району.

## Природа
Між селами Старий Олексинець, Устечко, Ридомиль, Млинівці, Велика Горинка, у межах заплави р. Горинь, розташований водно-болотний масив — гідрологічний заказник місцевого значення Горинський, створений у 1983 році.

## Релігія

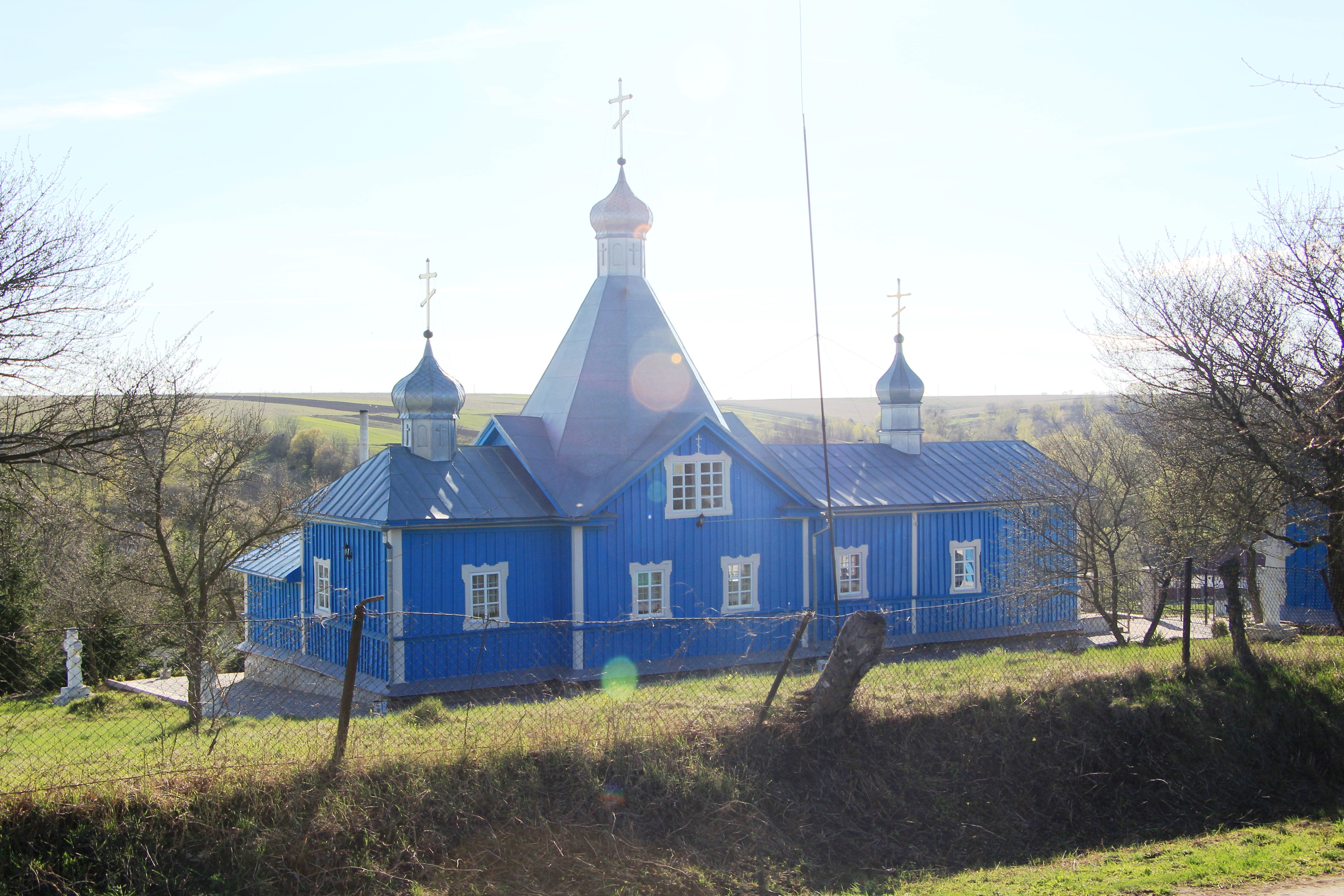
Дерев'яна церква Воскресіння Господнього

На верхів'ї гори, між селами Велика і Мала Горянка стояла церква, яку збудували в 1763. У 1866 на кам'яному фундаменті старої церкви збудували нову дерев'яну трикупольну церкву на честь Воскресіння Господнього; в 1879 її покрили бляхою. Поруч із храмом була дерев'яна, покрита ґонтом дзвіниця на чотирьох стовпах. 2002 під керівництвом священика Василя Морозюка церква реставрована.
У 1860-х священиком на парафії був Милій Комісаржевський.
У церкві зберігаються копії метричних книг від 1772, а відомості — від 1822 року. Є 2 «фігури».
Старожили розповідали також і про другу церкву в селі, яку звів на власні кошти пан Шмид. Службу в ній відправляли тільки у великі свята за плату. Її зруйнували під час Першої світової війни.

## Пам'ятники
У полі біля села зберігся кам'яний хрест, який за переказами старожилів, поставлений на місці трагедіі, що сталася у XVIII ст. Раніше на місці поля був дрімучий ліс. Одного разу під вечір багата наречена та її дружки йшли через ліс у сусіднє село просити на весілля, на них напали діди-злидарі, убили, познімали з них одяг, а тіла кинули в яму. Забравши добро, діди пішли в село і зайшли у двір саме до господаря, який готувався до весілля. Напросилися переночувати і господар пустив їх до комори. За деякий час у коморі почулися крики: діди не могли поділити награбоване добро. Батьки впізнали одяг дочки, зрозуміли, що сталося, кинулися до лісу, але дівчата були мертві. На тому місці батько поставив кам'яний хрест.
Біля школи споруджено пам'ятник полеглим у німецько-радянській війні воїнам-односельцям (1967; скульптор Т. Шульман).

## Соціальна сфера
Протягом 1939—1941 років у селі в будинку Фалінського діяла чотирикласна школа з трьома вчителями, у якій навчалося 50 учнів. У війну будинок згорів, а з цегли, що залишилася, збудували школу в с. Устечку.
Нині діють загальноосвітня школа І-ІІ ступенів, бібліотека, фельдшерський пункт, 2 магазини.

## Господарство
У 1950 році засновано колгосп, потім перейменований на КСП «Горинь». Нині не існує.
Наприкінці 1960-х у селі посаджені соснові та ялинові ліси.

## Населення
На початку XIX століття у Великій Горянці було 110 дворів, у 2014 — 129 дворів.
| Чисельність населення, осіб | Чисельність населення, осіб | Чисельність населення, осіб | Чисельність населення, осіб | Чисельність населення, осіб | Чисельність населення, осіб | Чисельність населення, осіб | Чисельність населення, осіб | Чисельність населення, осіб | Чисельність населення, осіб | Чисельність населення, осіб | Чисельність населення, осіб | Чисельність населення, осіб | Чисельність населення, осіб | Чисельність населення, осіб |
| поч. XIX століття           | 1911                        | 1921                        | 1931                        | 1938                        | 1959                        | 1970                        | 1979                        | 1989                        | 2001                        | 2003                        | 2011                        | 2013                        | 2014                        | 2015                        |
| --------------------------- | --------------------------- | --------------------------- | --------------------------- | --------------------------- | --------------------------- | --------------------------- | --------------------------- | --------------------------- | --------------------------- | --------------------------- | --------------------------- | --------------------------- | --------------------------- | --------------------------- |
| 702                         | 1355                        |                             |                             |                             |                             |                             |                             |                             | 454                         |                             |                             |                             | 413                         |                             |

## Відомі люди

### Народилися
- Олег Мельничук (нар. 1973) — український історик, громадський діяч, меценат.